# Vituöarna

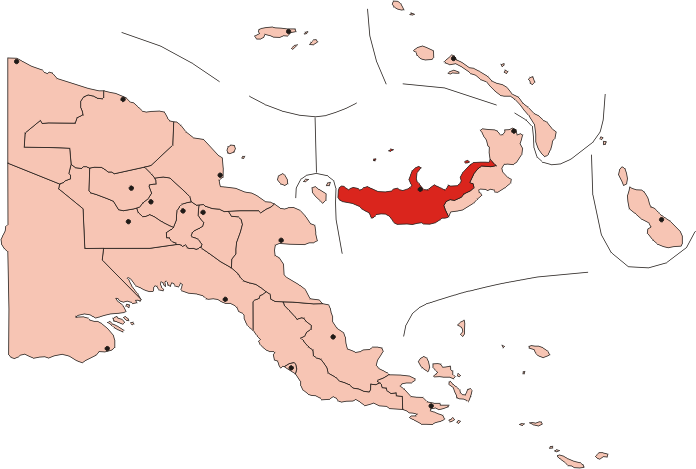
Lägeskarta.

Vituöarna eller Wituöarna (tidigare Isles francaises / Franska Öarna) är en ögrupp i Bismarckarkipelagen som tillhör Papua Nya Guinea i västra Stilla havet.

## Geografi
Vituöarna utgör en del av West New Britain provinsen och ligger cirka 600 kilometer nordöst om Port Moresby och cirka 65 kilometer norr om Niu Briten.
Ögruppen är av vulkaniskt ursprung och har en area om ca 96 km² och omfattar omkring 8 öar där de största är:
- Garove (tidigare Deslacs) - huvudön, cirka 67 km²
- Unea (tidigare Merite), cirka 28 km²
- Mundua, cirka 5 km²
- samt 5 mindre öar

Befolkningen uppgår till cirka 9 000 invånare (1998) och den högsta höjden är på Unea med cirka 590 meter över havet.

## Historia
Ön har troligen bebotts av melanesier sedan cirka 1500 f.Kr. De upptäcktes av nederländske kaptenen Abel Tasman i juni 1643 men föll i glömska och återupptäcktes 1793 av  Bruny d'Entrecasteaux som då döpte dem till Isles francaises.
Området hamnade 1885 under tysk överhöghet som del av Tyska Nya Guinea.
Under första världskriget erövrades ögruppen 1914 av Australien som senare även officiellt förvaltningsmandat för hela Bismarckarkipelagen av Förenta Nationerna.
1942 till 1943 ockuperades ön av Japan men återgick sedan till australiensisk förvaltningsmandat tills Papua Nya Guinea blev självständigt 1975.